# Mongolocampe bouceki
Mongolocampe bouceki är en stekelart som beskrevs av Sugonjaev 1971. Mongolocampe bouceki ingår i släktet Mongolocampe och familjen raggsteklar.
Artens utbredningsområde är Mongoliet. Inga underarter finns listade i Catalogue of Life.